# Huggert
En huggert er en kort, bred sabel eller hugge-sværd med en lige eller buet klinge, der kun er skarpt på den ene æg og et greb med en fast eller rundet parerstang. Tangen var ofte i ét stykke fra klingen. Det var et almindeligt maritimt våben i de tidlige periode af sejlskibstiden, og forbindes ofte med sørøvere.
| Våben | Spire Denne artikel om våben er en spire som bør udbygges. Du er velkommen til at hjælpe Wikipedia ved at udvide den. |